# Sala teatrale di Boccheggiano
La sala teatrale di Boccheggiano costituisce il teatro comunale di Montieri e si trova nella frazione di Boccheggiano.

## Storia
Ubicato all'ingresso di Boccheggiano, centro minerario del Comune di Montieri, l'edificio venne costruito nel 1927  dalla Montecatini come dopolavoro per i propri dipendenti.
La struttura, pur di medie dimensioni, presenta un interessante sviluppo planimetrico, tipico dell'architettura moderna  realizzata in epoca fascista, che allude in pianta ad un'aquila con le ali aperte.  Interessante anche il corpo centrale che in facciata immette sull'asse longitudinale principale costituito dalla sala,  ai cui lati si innestano gli ambienti dedicati alla vita sociale.
Dopo essere passato in proprietà alla ditta Solmine, è stato gestito fino alla fine degli anni ottanta dall'Associazione Pro Loco di Boccheggiano. In seguito, diventato di proprietà comunale, è stato interessato da un intervento di restauro e adeguamento realizzato nel 1994-95 su progetto dell'ingegner Faccendi.
La struttura è utilizzata per attività di teatro per ragazzi, teatro di prosa, teatro amatoriale, concerti di musica da camera e leggera.